# 跳高
跳高是一種田賽競技活動。又稱急行跳高。由有節奏的助跑、單腳起跳、騰空過桿與落地等動作組成，以其最後成功地越過橫桿上緣的高度計算成績並以此判定名次。
跳高运动最初起源于英国，是从体操项目中派生出来的。1864年，英国首先将跳高列入田赛比赛项目，英国人柯奈用跨越式（最原始、最简单的跳高姿势）跳过了1.70米的高度。男子跳高于1896年首届奥运会上被列为正式比赛项目。女子跳高于1928年开始正式列入奥运会项目。
1800年，跳高列为苏格兰运动会的比赛项目。跳高运动在19世纪60年代在欧美地区开始普及，1896年第一届奥运会列为比赛项目。过杆技术有跨越式、剪式、滚式、俯卧式、背越式等。由于技术类型不同，运动员在完成助跑、起跳、过杆、落地的各动作方法上各有差异。助跑使人体产生向前的速度，增加起跳时的支撑反作用力和加快起跳动作。背越式跳高采用的是弧线助跑，距离长，速度快，动作自然。其他姿势一般都采用直线助跑，距离短，速度较慢，身体重心低。起跳是人体在助跑后，迅速转变运动方向向上腾起，为过杆做好准备。背越式、跨越式、剪式跳高起跳时，起跳腿是在远离横杆一侧起跳。剪式跳高起源于美国。俯卧式和滚式跳高时，起跳腿是在近于横杆一侧起跳。背越式为曲腿摆动，其他姿势一般为直腿摆动。背越式过杆时，身体由侧对横杆转向背对横杆，然后以手臂、头、肩顺序过杆；髋部在杆上充分伸展成背卧和反弓姿势。身体过杆后，收腹举腿，用背部落在海绵包上。俯卧式过杆时，摆动腿先摆过杆，身体在杆上沿纵轴翻转成俯卧姿势，随即转头潜肩，起跳腿后伸外翻，最后落地。过杆动作分为“平翻式”和“潜入式”两种。背越式、俯卧式姿势因过杆时人体重心离杆较低，能充分利用腾空高度，是较优越的过杆方式。而背越式又较俯卧式易于掌握。跳高作为一种游戏活动可以追溯到远古时代。
在古代日尔曼人中曾盛行过跳跃横排马匹的比赛，非洲的图西人还曾有过利用厚木头的跳板或石头踏跳进行的跳高游戏。跳高作为比赛项目始于爱尔兰和苏格兰。19世纪60年代以后跳高在欧洲和美洲开始普及。在这以后，随着运动员的速度力量素质的不断改进和提高，跳高成绩也在不断地提高和发展。

## 概要
跳高可以分為三種方式：
- 剪式：最安全，但可跳高度為最低
- 滾式
- 背越式：可跳高度為最高，現時奧運比賽普遍採用。

## 規則
1. 運動員可以在任何一個高度開始起跳。
2. 運動員必須以單腳起跳。
3. 尚未越過橫杆前，身體的任何部位觸及兩支架間或兩支架外的地面（包括其著地區），則當作試跳失敗。
4. 過竿時，如觸及橫竿，只要竿沒有掉下，亦不算犯規。
5. 不管高度為多少，連續三次試跳失敗便會喪失繼續比賽的資格。
6. 每次試跳時限：一分鐘；在比賽最後階段可增至兩分鐘；只剩最後一人時可有五分鐘。

### 排名规则
1. 在取得成绩的高度上，试跳失败次数较少的选手，排名在前。
2. 若仍相同，則在本场比赛中，总的试跳失則次数較少的选手，排名在前。
3. 若仍相同，則不涉及争夺冠军的选手名次并列，涉及争夺冠军的选手进行加赛（若争冠选手達成一致，也可以不加赛，并列冠军）。

## 歷史
起源於古代人類在生活和勞動中越過垂直障礙的活動。
現代跳高始於歐洲。18世紀末蘇格蘭已有跳高比賽，19世紀60年代開始流行於歐美國家。1827年9月26日在英國聖羅蘭·博德爾俱樂部舉行的首屆職業田徑比賽中，威爾遜（Adam Wilson）屈膝團身跳越1.575公尺，這是第一個有記載的世界跳高成績。
跳高有跨越式、剪式、俯臥式、背越式等過桿技術，現絕大多數運動員都採用背越式。跳高橫桿可用玻璃纖維、金屬或其他適宜材料制成，長3.98~4.02米，最大重量2公斤。比賽時，運動員必須用單腳起跳，可以在規定的任一起跳高度上試跳，但相同高度只有3次試跳機會。男、女跳高分別于1896年、1928年被列為奧運會比賽項目。
現今採用的背越式跳高技術由美國運動員迪克·福斯貝里（Dick Fosbury）發明，他在1968年參加墨西哥城奧運會時以這種技術跳越2.24米（7英尺4.25英寸），赢得金牌。背越式跳高技術也被以他的姓氏命名為「福斯貝里跳」，目前被幾乎所有的頂尖跳高運動員採用。福斯貝里後來曾擔任世界奧運協會主席。2015年知名瑞典唱片騎師艾維奇（Avicii）特別製作一首歌「Broken Arrows」紀念他。福斯貝里於2023年3月12日逝世，享壽76歲。

## 世界紀錄

### 男子
根據國際田徑聯合會的記錄，目前男子跳高的世界記錄保持者為古巴籍的哈维尔·索托马约尔於1993年7月27日在西班牙薩拉曼卡所創下的2.45公尺；至於室內紀錄也是由哈维尔·索托马约尔於1989年3月4日在匈牙利布達佩斯創下，紀錄是2.43公尺。

### 女子
根據國際田徑聯合會的記錄，目前女子跳高的世界記錄保持者為烏克蘭籍的雅罗斯拉娃·马胡奇赫於2024年7月7日在法國巴黎所創下的2.10公尺；室內紀錄是瑞典籍凯萨·贝里奎斯特於2006年2月4日在德國阿恩施塔特創下的2.08公尺。